# Dicranota currani
Dicranota currani är en tvåvingeart som beskrevs av Alexander 1926. Dicranota currani ingår i släktet Dicranota och familjen hårögonharkrankar. Inga underarter finns listade i Catalogue of Life.